# Saint-Rémy-en-Comté
Saint-Rémy-en-Comté este o comună franceză situată în departamentul Haute-Saône, în regiunea culturală și istorică Franche-Comté și în regiunea administrativă Burgundia-Franche-Comté.

## Geografie
Satul este situat la 28 km de Vesoul și la aproximativ 30 km de Luxeuil-les-Bains.

### Comune limitrofe
| Polaincourt-et-Clairefontaine | Anchenoncourt-et-Chazel | Dampierre-lès-Conflans   |
|                               |                         | Bourguignon-lès-Conflans |
| Senoncourt                    | Menoux                  | Cubry-lès-Faverney       |

### Clima
În 2010, climatul comunei este de tip climat semicontinental, conform unui studiu al Centrului Național de Cercetare Științifică bazat pe o serie de date din perioada 1971-2000. În 2020, Météo-France publică o tipologie a climei din Franța metropolitană în care comuna se află într-un climat semi-continental și este în regiunea climatică Lorraine, plateau de Langres, Morvan, caracterizată de ierni aspre (1,5 °C), vânturi moderate și cețuri frecvente în toamnă și iarnă.
Pentru perioada 1971-2000, temperatura medie anuală este de 9,9 °C, cu o amplitudine termică anuală de 17,1 °C. Cumulul anual mediu de precipitații este de 956 mm, cu 13,1 zile de precipitații în ianuarie și 9,7 zile în iulie. Pentru perioada 1991-2020, temperatura medie anuală observată la stația meteorologică Météo-France cea mai apropiată, „Venisey”, situată în comuna Venisey la 8 km în linie dreaptă, este de 11 °C și cumulul anual mediu de precipitații este de 850,7 mm. Temperatura maximă înregistrată la această stație este de 39,7 °C, atinsă pe 25 iulie 2019; temperatura minimă este de −17,4 °C, atinsă pe 30 decembrie 2005.
Parametrii climatici ai comunei au fost estimați pentru mijlocul secolului (2041-2070) conform diferitelor scenarii de emisie de gaze cu efect de seră, bazate pe noile proiecții climatice de referință DRIAS-2020. Aceștia pot fi consultați pe un site dedicat publicat de Météo-France în noiembrie 2022.

## Urbanism

### Tipologie
La 1 ianuarie 2024, Saint-Rémy-en-Comté este categorizată ca o comună rurală cu locuințe dispersate, conform noii grile comunale de densitate cu șapte niveluri definită de INSEE (Institutul Național de Statistică și Studii Economice). în 2022. Ea este situată în afara unității urbane. De asemenea, comuna face parte din zona zona metropolitană a Vesoul, din care este o comună periferică. Această zonă, care include 158 de comune, este categorizată în zonele cu 50.000 până la mai puțin de 200.000 de locuitori.

### Utilizarea terenului
Ocupația terenurilor din comună, așa cum rezultă din baza de date europeană privind ocupația biofizică a terenurilor Corine Land Cover (CLC), este marcată de importanța pădurilor și mediilor semi-naturale (47,6 % în 2018), o proporție identică cu cea din 1990 (47,7 %). Repartiția detaliată în 2018 este următoarea: păduri (47,6 %), pajiști (35,2 %), zone agricole heterogene (8 %), terenuri arabile (3,6 %), zone industriale sau comerciale și rețele de comunicații (2,8 %), zone urbanizate (2,7 %). Evoluția ocupării terenurilor în comună și a infrastructurilor sale poate fi observată pe diferitele reprezentări cartografice ale teritoriului: harta Cassini (secolul XVIII), harta de stat-major (1820-1866) și hărțile sau fotografiile aeriene ale IGN pentru perioada actuală (1950 până în prezent).

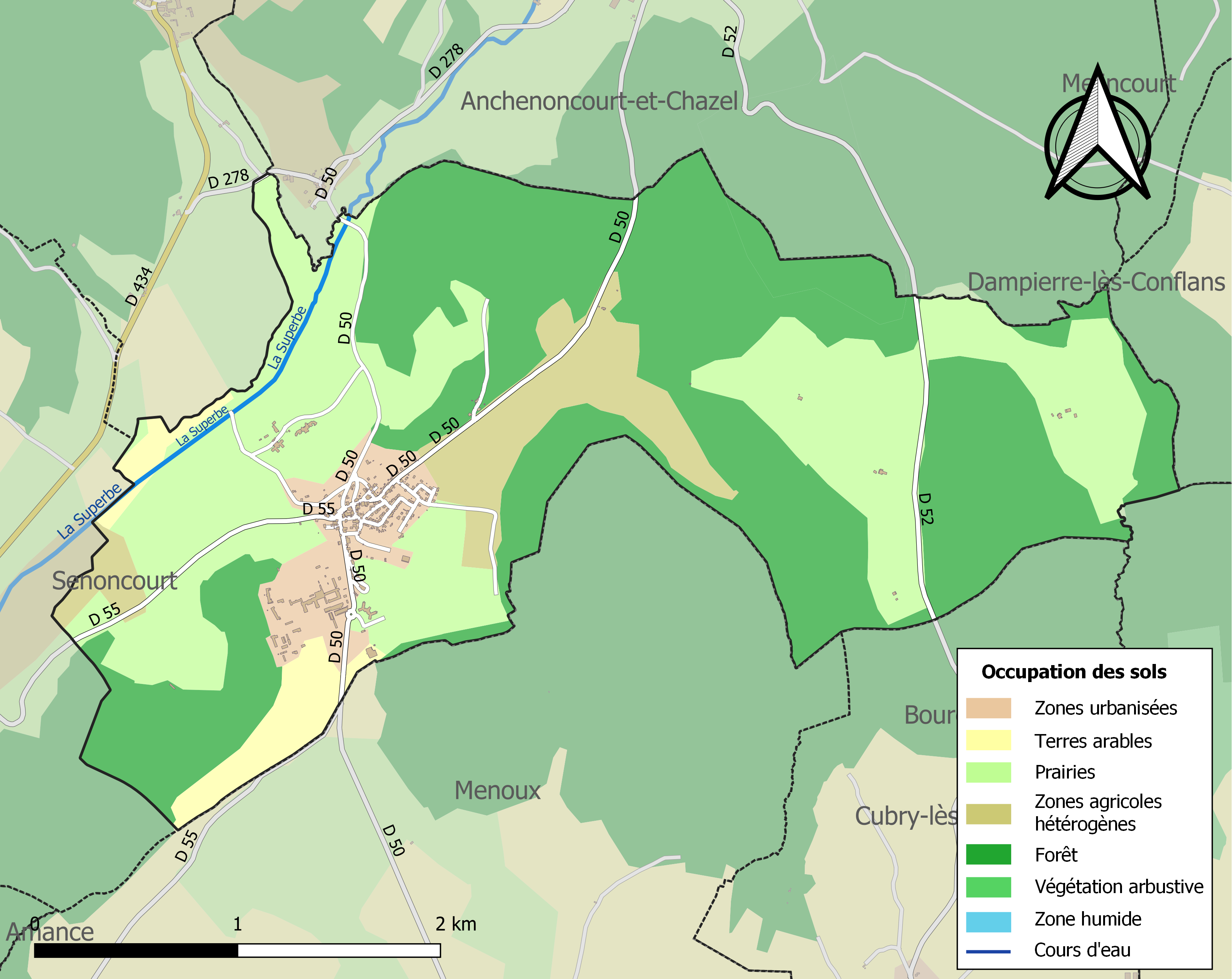
Harta infrastructurii și utilizării terenului a comunei în 2018 (CLC).

## Toponimie
Comuna a fost redenumită Saint-Rémy-en-Comté în 2018.

## Istorie
Saint-Rémy-en-Comté și biserica sa din secolul al XVIII-lea sunt dedicate episcopului Saint Remi de Reims (care l-a convertit la catolicism și l-a uns pe primul rege merovingian al Franței, Clovis, precum și pe 3000 de războinici franci din armata sa de invadatori barbari, la Bazilica Saint-Remi din Reims, în jurul anului 500).
În secolul al XII-lea, seniorul feudal este Philippe d’Achey, strămoșul familiei seniorilor de Achey și de Saint-Remy, cei mai vechi seniori cunoscuți ai locului. Aceștia sunt vasali ai conților palatini de Burgundia și ai împăraților Sfântului Imperiu Roman de Națiune Germană, începând cu Succesiunea Burgundiei (1032-1034). Printre altele, ei construiesc castelul fortificat de la Saint-Remy în secolul al XIV-lea.
În 1285, invitați de către contele de Chiny, cei doi frați de Saint-Rémy îi însoțesc pe cei din Faucogney, Annegray, Ronchamp, Oiselay și Moncley, împreună cu alți seniori burgunzi la turneul de la Chauvency-le-Château, conform relatării lui Jacques Bretel.
Sub domnia regelui Ludovic al XV-lea, contesa Jeanne-Octavie de Vaudrey se căsătorește cu marchizul Anne-Armand von Rosen (descendent al mareșalului Franței Conrad de Rosen), cu care construiește în jurul anului 1760 actualul castel din Saint-Rémy-en-Comté, de stil clasic, cu domeniu, parc și grădină à la française, înconjurat de o importantă cazarmă militară pentru armata soțului ei, construită parțial cu materialele fostului castel medieval feudal pe care îl desființează complet.

## Politică și administrație

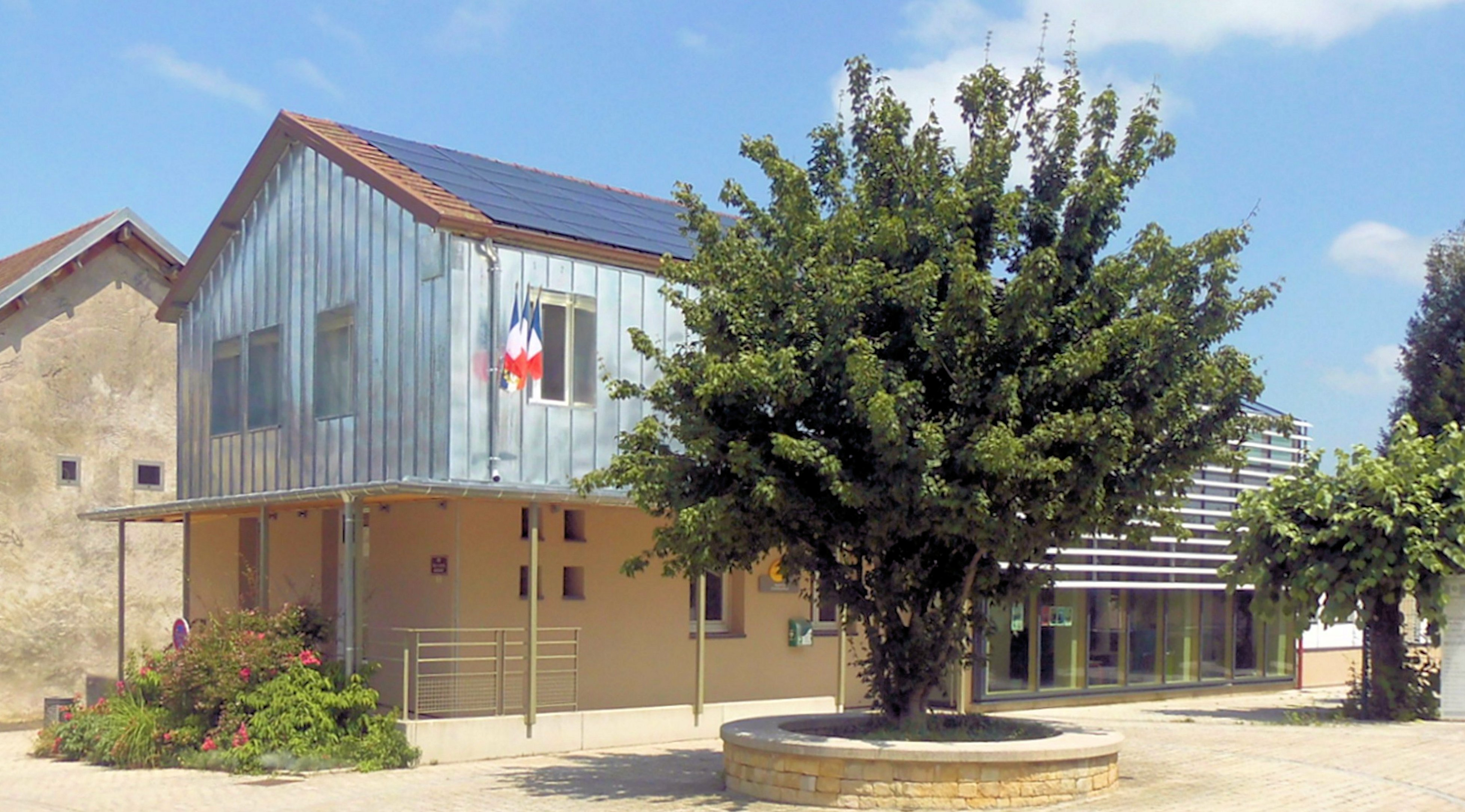
Primăria, școala și oficiul poștal.

### Legături administrative și electorale
Comuna face parte din Arondismentul Vesoul al departamentului Haute-Saône, în regiunea Burgundia-Franche-Comté. Pentru alegerea deputaților, depinde de prima circumscripție a departamentului Haute-Saône.
Începând din 1806, comuna făcea parte din cantonul Amance. În cadrul reconfigurării cantonale din 2014 în Franța, comuna face acum parte din cantonul Port-sur-Saône.

### Intercomunalitate
Comuna a fost membră a comunității de comune Saône Jolie, creată în 1992.
Articolul 35 din legea nr. 2010-1563 din 16 decembrie 2010 „de reformă a colectivităților teritoriale” prevede finalizarea și raționalizarea dispozitivului intercomunal în Franța, și anume integrarea aproape a tuturor comunelor franceze în EPCI (Etablissement Public de Coopération Intercommunale) cu fiscalitate proprie, a căror populație să fie în mod normal mai mare de 5.000 de locuitori. Astfel, comunitățile de comune:
- Comunitatea de Comune Agir ensemble[25]
- Comunitatea de Comune Saône Jolie
- Comunitatea de Comune Six Villages[26]

și comunele izolate Bourguignon-lès-Conflans, Breurey-lès-Faverney și Vilory au fost reunite pentru a forma, la 1 ianuarie 2014, comunitatea de comune Terres de Saône, din care face parte acum și comuna.

## Date demografice
Evoluția numărului de locuitori este cunoscută prin recensămintele populației efectuate în comuna respectivă începând din 1793. Pentru comunele cu mai puțin de 10 000 de locuitori, un recensământ al întregii populații este realizat la fiecare cinci ani, populațiile legale pentru anii intermediari fiind estimate prin interpolare sau extrapolare. Pentru comuna respectivă, primul recensământ exhaustiv în cadrul noului dispozitiv a fost realizat în 2005.
În 2021, comuna număra 441 locuitori, în scădere cu 21,67% față de 2015 (Haute-Saône: −1,43%, Franța fără Mayotte: +1,84%).
| An        | 1793 | 1821 | 1841 | 1856 | 1872 | 1886 | 1901 | 1921 | 1936 | 1962 | 1982 | 2006 | 2015 | 2021 |
| --------- | ---- | ---- | ---- | ---- | ---- | ---- | ---- | ---- | ---- | ---- | ---- | ---- | ---- | ---- |
| Populație | 383  | 455  | 581  | 546  | 553  | 730  | 703  | 217  | 152  | 1447 | 1554 | 692  | 563  | 441  |

### Sănătate
Din 1937, un spital de psihiatrie este stabilit în castelul din Saint-Rémy-en-Comté din secolul al XVIII-lea. Acest sit este gestionat de asociația AHFC (proprietara castelului), prezentă în numeroase orașe din nordul regiunii.

## Cultura și patrimoniul local

### Locuri si monumente

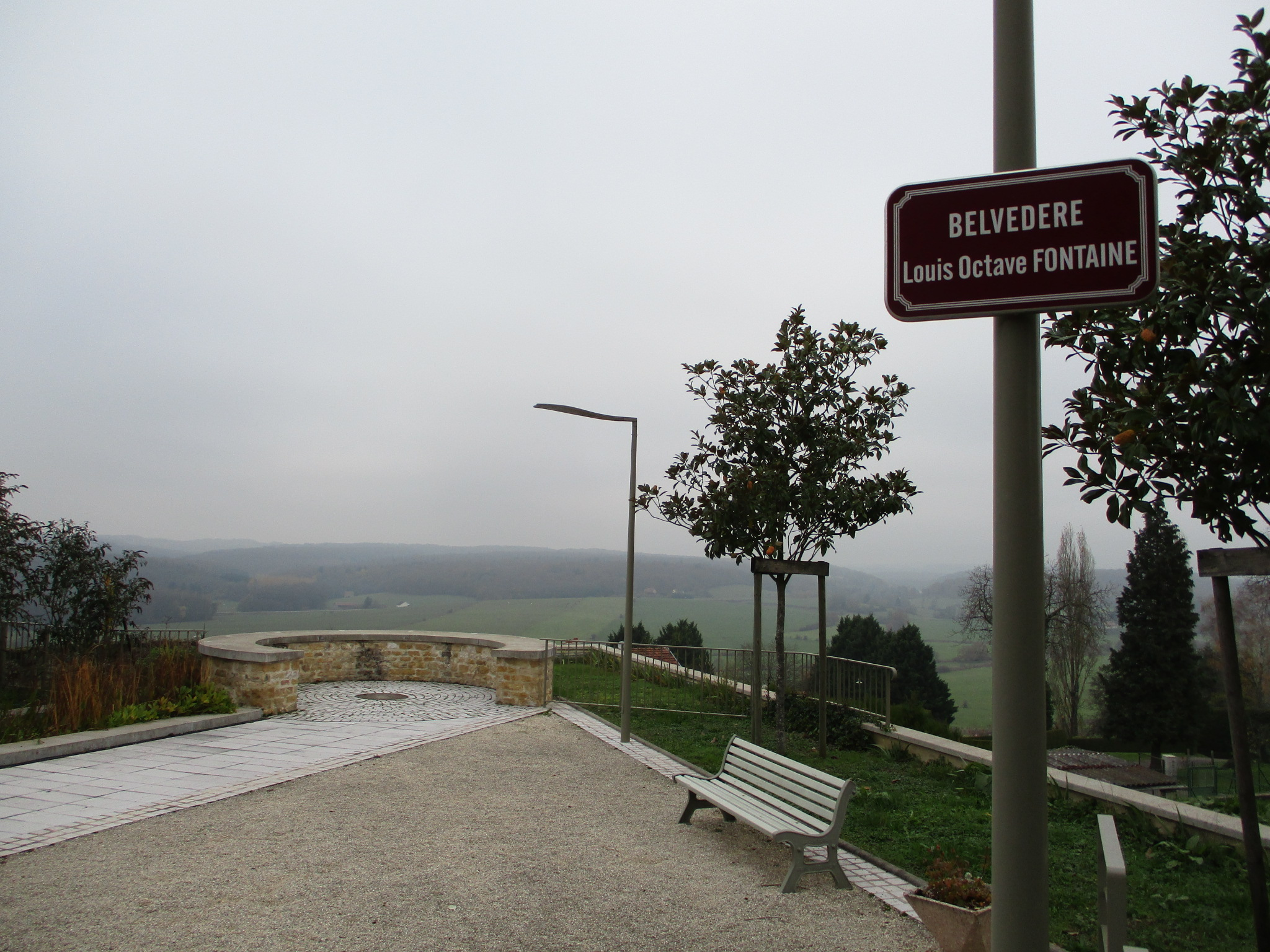
Belvédère Louis Octave Fontaine
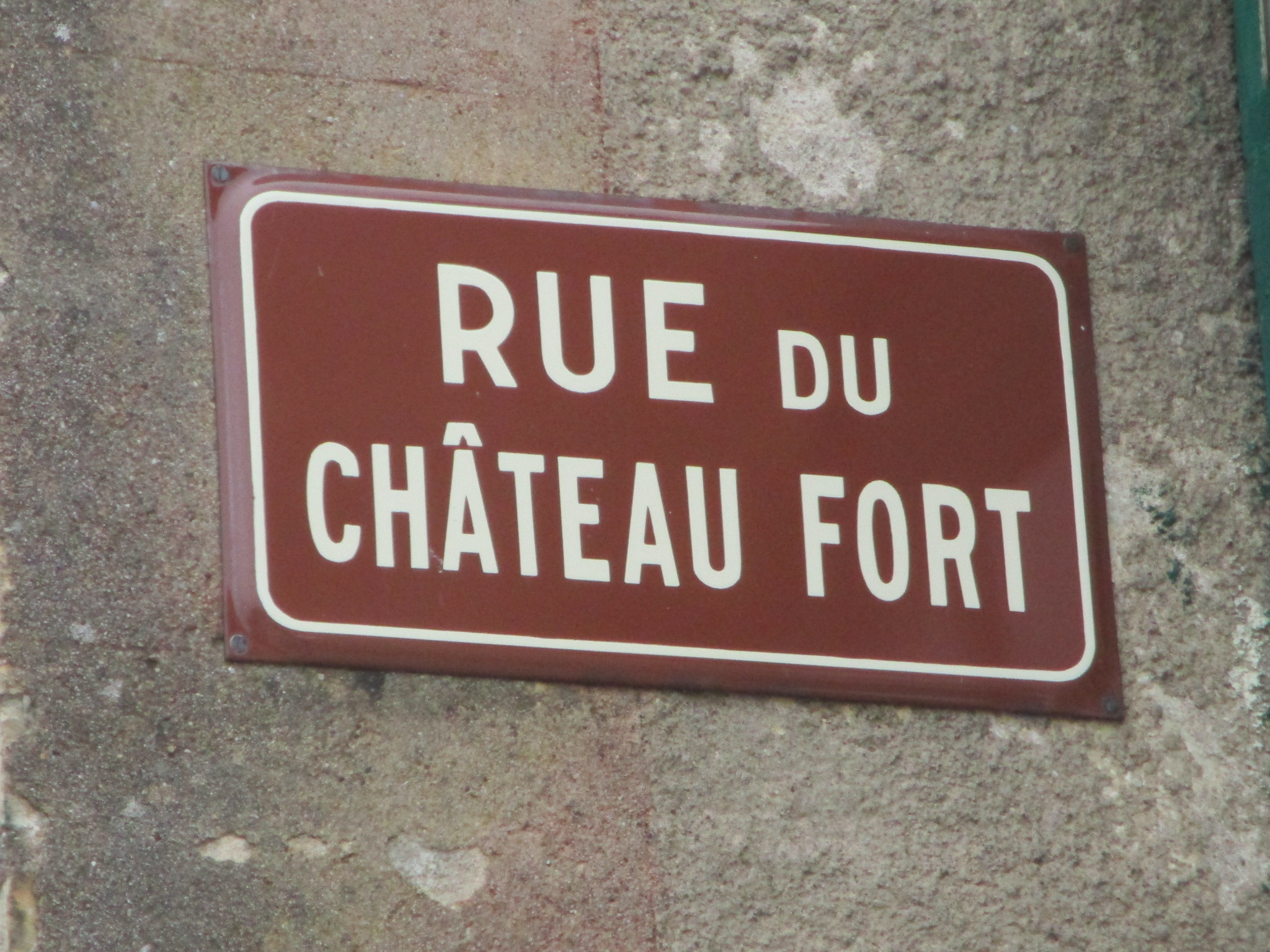
Strada Castelului
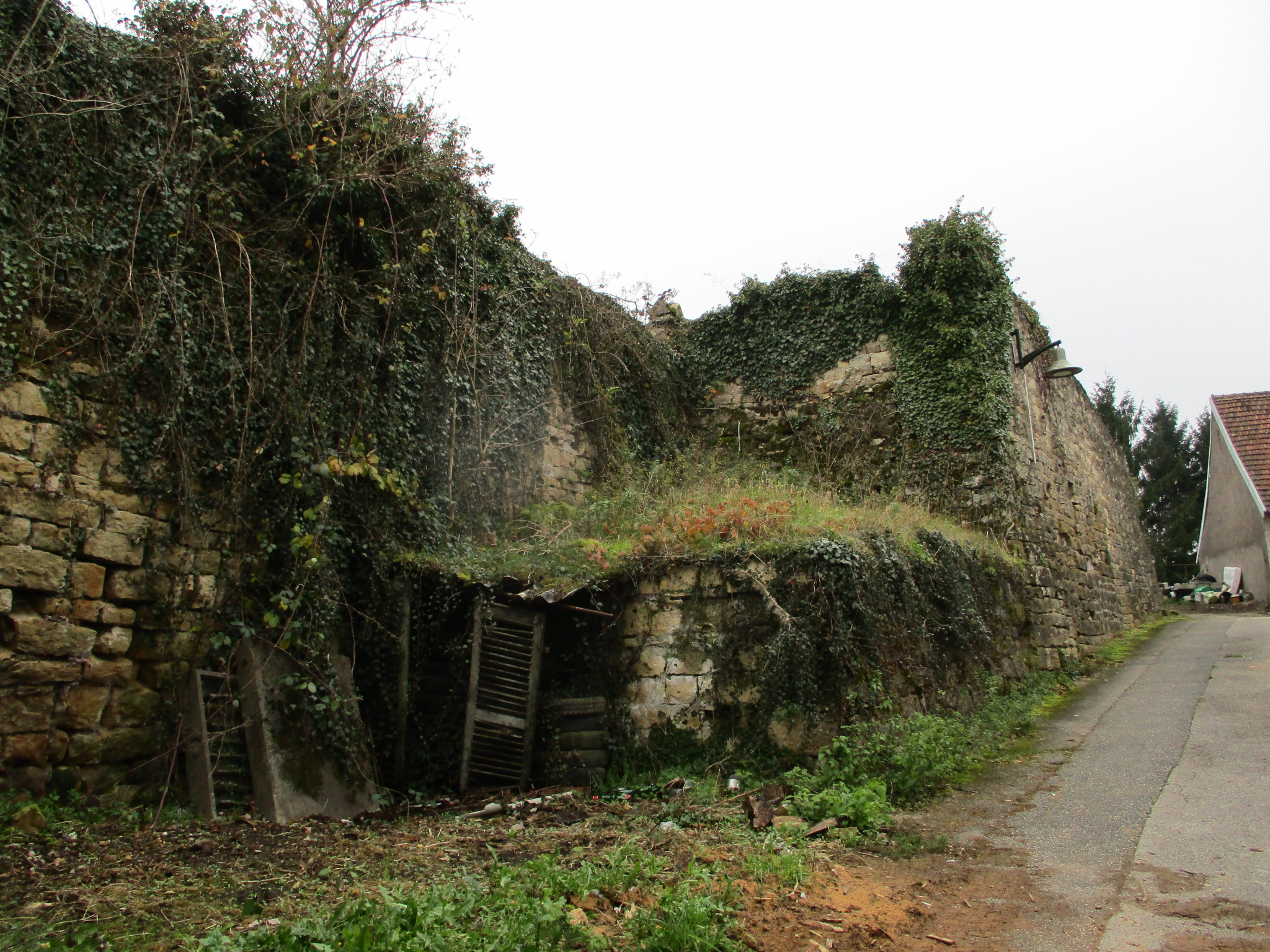
Vestigiile castelului fortificat din Saint-Rémy-en-Comté (secolul al XIV-lea)
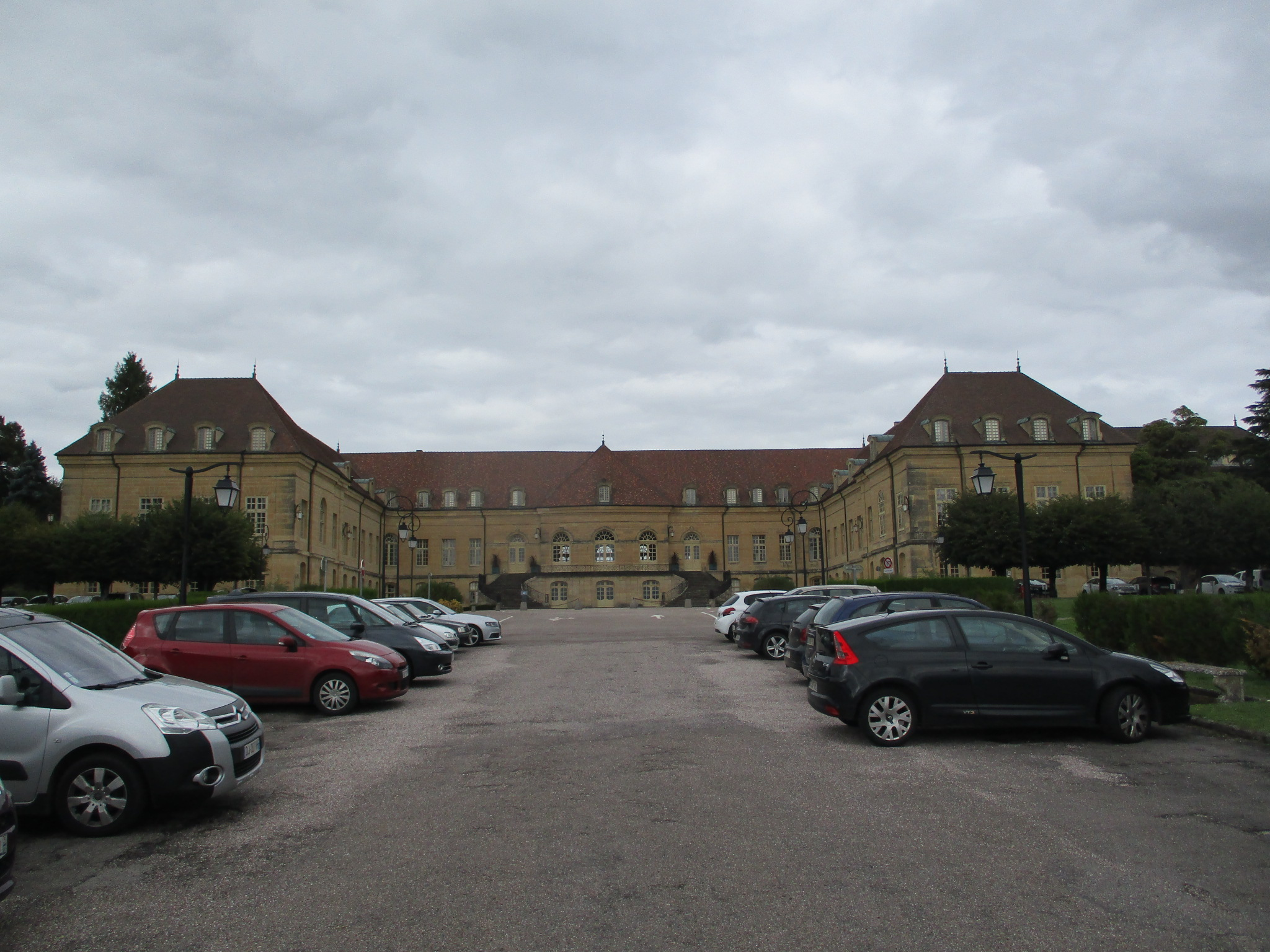
Cqstelul Saint-Rémy-en-Comté (secolul al XVIII-lea)
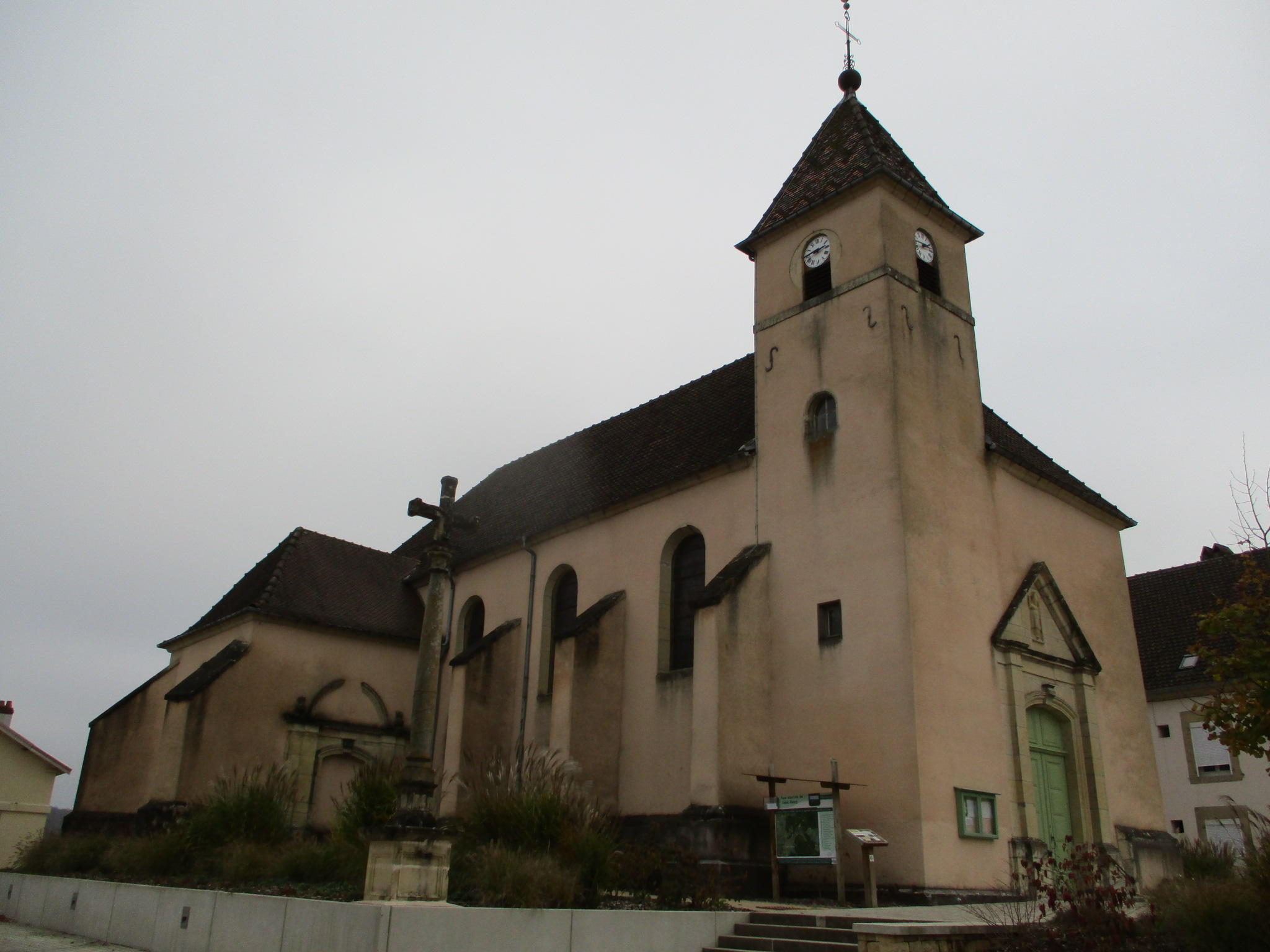
Biserica Saint-Rémy-en-Comté (secolul al XVIII-lea)

Comunei i s-a atribuit premiul al doilea în concursul național „Capitala biodiversității 2018” cu mențiunea specială „Coup de cœur” a juriului, acordat de Agenția franceză pentru biodiversitate și Ministerul tranziției ecologice și solidare.